# Anthony Soubervie
Anthony Soubervie (Caienna, 24 aprile 1984) è un calciatore francese di origini guianesi, difensore dell'Angoulême e della Selezione della Guyana francese.

## Caratteristiche tecniche
È un terzino destro.

## Carriera

### Club
Comincia a giocare al Nizza 2. Nel 2005 passa al Langon-Castets. Nel 2007 viene acquistato dall'Aviron Bayonnais. Nel 2012 si trasferisce al Rouen. Nel 2013 passa al Boulogne. Nel 2015 si trasferisce al Colmar. Nel 2016 viene acquistato dallo Chambly.

### Nazionale
Ha debuttato in nazionale il 27 maggio 2014, nell'amichevole Suriname-Guyana francese (1-0). Ha messo a segno la sua prima rete con la maglia della nazionale il 30 maggio 2014, in Guyana francese-Isole Vergini britanniche (6-0), in cui ha siglato la rete del momentaneo 1-0 trasformando un calcio di rigore. Nel 2017 viene inserito nella lista dei convocati della Gold Cup 2017.

## Statistiche

### Cronologia presenze e reti in nazionale
| Cronologia completa delle presenze e delle reti in nazionale ― Guyana francese | Cronologia completa delle presenze e delle reti in nazionale ― Guyana francese | Cronologia completa delle presenze e delle reti in nazionale ― Guyana francese | Cronologia completa delle presenze e delle reti in nazionale ― Guyana francese | Cronologia completa delle presenze e delle reti in nazionale ― Guyana francese | Cronologia completa delle presenze e delle reti in nazionale ― Guyana francese | Cronologia completa delle presenze e delle reti in nazionale ― Guyana francese | Cronologia completa delle presenze e delle reti in nazionale ― Guyana francese |
| Data                                                                           | Città                                                                          | In casa                                                                        | Risultato                                                                      | Ospiti                                                                         | Competizione                                                                   | Reti                                                                           | Note                                                                           |
| ------------------------------------------------------------------------------ | ------------------------------------------------------------------------------ | ------------------------------------------------------------------------------ | ------------------------------------------------------------------------------ | ------------------------------------------------------------------------------ | ------------------------------------------------------------------------------ | ------------------------------------------------------------------------------ | ------------------------------------------------------------------------------ |
| 27-5-2014                                                                      | Paramaribo                                                                     | Suriname                                                                       | 1 – 0                                                                          | Guyana francese                                                                | Amichevole                                                                     | -                                                                              |                                                                                |
| 30-5-2014                                                                      | Oranjestad                                                                     | Guyana francese                                                                | 6 – 0                                                                          | Isole Vergini Britanniche                                                      | Qual. Coppa dei Caraibi 2014                                                   | 1                                                                              |                                                                                |
| 1-6-2014                                                                       | Oranjestad                                                                     | Turks e Caicos                                                                 | 0 – 6                                                                          | Guyana francese                                                                | Qual. Coppa dei Caraibi 2014                                                   | -                                                                              | 53’                                                                            |
| 3-6-2014                                                                       | Oranjestad                                                                     | Aruba                                                                          | 0 – 2                                                                          | Guyana francese                                                                | Qual. Coppa dei Caraibi 2014                                                   | -                                                                              |                                                                                |
| 26-3-2016                                                                      | Devonshire                                                                     | Bermuda                                                                        | 2 – 1                                                                          | Guyana francese                                                                | Qual. Coppa dei Caraibi 2017                                                   | -                                                                              |                                                                                |
| 29-3-2016                                                                      | Remire-Montjoly                                                                | Guyana francese                                                                | 3 – 0                                                                          | Cuba                                                                           | Qual. Coppa dei Caraibi 2017                                                   | -                                                                              | 72’                                                                            |
| 19-6-2016                                                                      | Remire-Montjoly                                                                | Guyana francese                                                                | 3 – 0                                                                          | Bermuda                                                                        | Qual. Coppa dei Caraibi 2017                                                   | -                                                                              | 16’                                                                            |
| 8-10-2016                                                                      | Remire-Montjoly                                                                | Guyana francese                                                                | 1 – 0                                                                          | Saint Kitts e Nevis                                                            | Qual. Coppa dei Caraibi 2017                                                   | -                                                                              | 22 ’                                                                           |
| 9-11-2016                                                                      | Port-au-Prince                                                                 | Haiti                                                                          | 2 – 5                                                                          | Guyana francese                                                                | Qual. Coppa dei Caraibi 2017                                                   | -                                                                              |                                                                                |
| 7-7-2017                                                                       | Harrison                                                                       | Guyana francese                                                                | 2 – 4                                                                          | Canada                                                                         | Gold Cup 2017                                                                  | -                                                                              |                                                                                |
| 11-7-2017                                                                      | Houston                                                                        | Honduras                                                                       | 0 – 0                                                                          | Guyana francese                                                                | Gold Cup 2017                                                                  | -                                                                              | 82’                                                                            |
| 14-7-2017                                                                      | Frisco                                                                         | Costa Rica                                                                     | 3 – 0                                                                          | Guyana francese                                                                | Gold Cup 2017                                                                  | -                                                                              | 59’                                                                            |
| Totale                                                                         |                                                                                | Presenze                                                                       | 12                                                                             |                                                                                | Reti                                                                           | 1                                                                              |                                                                                |